# Arctornis sinuharpe
Arctornis sinuharpe är en fjärilsart som beskrevs av Jeremy Daniel Holloway 1999. Arctornis sinuharpe ingår i släktet Arctornis och familjen tofsspinnare. Inga underarter finns listade i Catalogue of Life.